# Мировая экономика и международные отношения
«Мирова́я эконо́мика и междунаро́дные отноше́ния» (МЭиМО) — ежемесячный научный журнал ИМЭМО РАН по вопросам политологии, политической социологии, регионалистики, международных отношений и глобализации. Издаётся с 1957 года.
Журнал зарегистрирован в Российском индексе научного цитирования.

## История
Главные редакторы: Я. С. Хавинсон (1957—1987), д.и.н. Г. Г. Дилигенский (1988—2002), к.и.н. А. В. Рябов (с 2002).
Заместители главного редактора: 1964—1966 А. А. Галкин.
Включён в список журналов, рекомендованных ВАК Минобрнауки РФ для опубликования результатов докторских и кандидатских диссертаций по специальностям «Экономика», «Политология», «История».

## Редакционная коллегия
В состав редколлегии входят: член-корр. РАН В. С. Автономов, В. Андрефф (Франция), акад. В. Г. Барановский, д.пол.н. А. Г. Большаков, д.э.н. Ю. А. Борко, Л. Бреннан (Ирландия), член-корр. РАН Ф. Г. Войтоловский, акад. А. А. Дынкин, д.э.н. В. С. Загашвили, акад. Н. И. Иванова, д.э.н. С. М. Кадочников, член-корр. РАН Р. И. Капелюшников, к.э.н. Э. В. Кириченко, к.и.н. Н. А. Косолапов, д.филос.н. Ю. А. Красин, акад. В. Л. Ларин, Ли Юнцюань (КНР), К. Лиухто (Финляндия), А. Малхотра (Индия), Г. Манготт (Австрия), к.пол.н. В. С. Мартьянов, И. Э. Матвеева (отв. секретарь), д.филос.н. Е. В. Морозова, д.э.н. В. П. Оболенский, д.э.н. Г. М. Олевский (Латвия), К. Росс (Великобритания), А.-Д. Ротфельд (Польша), Н. Симотомаи (Япония), А. Стент (США), акад. А. В. Торкунов, д.и.н. Л. А. Фадеева, П. Фердинанд (Великобритания), Фэн Шаолей (Китай), д.и.н. К. К. Худолей, д.и.н. Ю. Г. Чернышов, д.соц.н. С. В. Чугров.